# Krischka Stoffels
Krischka Stoffels es una cineasta namibia. Ha realizado varias películas aclamadas por la crítica, incluidas Gesie in die glas y Tjiraa. Además de  trabajo como directora, también se ha desempeñado como productora, escritora, directora de fotografía y editora.

## Carrera
En 2010, realizó su primer cortometraje, Gesie in die glas, ganador de la Mención Especial en los Premios de Cine y Teatro de Namibia. Con el éxito de su primer proyecto cinematográfico continuó con su segundo corto Tjiraa. La película sigue a Vezuva, una joven ovaherera que regresa de sus estudios en el extranjero, en Alemania, solo para descubrir que su prima casada ha fallecido y que, según la tradición, se espera que se case con el viudo de su prima. Tijiraa fue financiada por la Comisión de Cine de Namibia y seleccionada para su proyección en varios festivales de cine internacionales, incluido el festival de Nueva York, el de la Diáspora del Cine Africana y el de Cannes.

## Filmografía
| Año  | Título               | Rol                                       | Tipo                | Ref. |
| ---- | -------------------- | ----------------------------------------- | ------------------- | ---- |
| 2006 | Climbing Kilimanjaro | Editora                                   | Documental          |      |
| 2007 | Desert Soul          | Editora                                   | Serie de televisión |      |
| 2008 | The Shop             | Editora                                   | Cortometraje        |      |
| 2010 | Gesie in die glas    | Directora, productora, escritora, editora | Cortometraje        |      |
| 2012 | Tjiraa               | Directora                                 | Cortometraje        |      |
| 2014 | Coming Home          | Coescritora                               | Cortometraje        |      |